# Alexandre Gefen
Pour les articles homonymes, voir Gefen.
Alexandre Gefen, né en 1970, est un critique littéraire et chercheur universitaire français.
Éditeur de l'œuvre de Marcel Schwob, il a contribué à l'étude du genre de la fiction biographique. Il s'est penché sur des questions d'histoire et de théorie littéraire (théorie de la mimesis, théorie des émotions, théorie de la fiction) en s'intéressant en particulier à la littérature française contemporaine.
Son travail tend à renouveler et à étendre le champ des études littéraires en observant les transformations de l'idée de littérature.
Il s'est également consacré à l'édition électronique, ainsi qu'aux humanités numériques.

## Biographie
Alexandre Gefen obtient l'agrégation de lettres modernes en 1995.
Il est maître de conférences à l'université Bordeaux-III en littérature française du XXe siècle, de 2006 à 2012.
Il rejoint en 2013 le Centre d'étude de la langue et de la littérature française, UMR 8599 du CNRS et de l'université Paris-Sorbonne Paris-IV puis, en 2017, l’UMR Théorie et histoire des arts et des littératures de la modernité (THALIM) de l'université Sorbonne-Nouvelle Paris-3 comme directeur de recherche. Il est directeur scientifique adjoint de l'InSHS du CNRS depuis septembre 2017. Il y a coordonné en 2023 un travail de synthèse en accès ouvert sur les Sciences Humaines et Sociales : Un monde commun. Le savoir des sciences humaines et sociales.
Entre 2015 et 2017, il est membre du CNU (9e section) et du Conseil scientifique de l'INSHS. Il a soutenu en 2016 à l'université Paris-Diderot Paris-7) son habilitation à diriger des recherches, sur le thème « Le recours à la fiction », avec un livre inédit intitulé Réparer le monde. La littérature française face au XXIe siècle.
En parallèle à ses activités universitaires, il est également membre de différents comités de lecture pour des revues telles Modernités, AOC et a publié nombre d'articles dans des revues critiques et magazines littéraires tels que La Nouvelle revue française, Les Temps modernes, Revue critique de fixxion française contemporaine, ou le Magazine littéraire.

## Travaux
Fondateur en 1999 du site Internet Fabula, site consacré à la recherche en littérature, et la plateforme d'édition numérique CEPM à l'université Paris-Sorbonne Paris-IV, il s'est intéressé aux humanités numériques des travaux portant sur la diffusion du savoir, les réseaux et outils collaboratifs scientifiques, la philologie numérique et ses enjeux épistémologiques et les écritures en réseau. Il a contribué au développement et aux pilotage des humanités numériques en France à travers le consortium « Cahier » et le Labex « OBVIL » (Sorbonne Universités).
En 2015, il a travaillé à la coordination d'un programme de recherche international intitulé Émotions, Cognition, Comportement de l’Agence nationale de la recherche, qui s'intéresse à la question des émotions littéraires, conçue comme une piste novatrice dans l'analyse du champ littéraire.
L'édition d' Artamène ou le Grand Cyrus avec  Claude Bourqui ambitionne de donner accès à cette somme romanesque à un large public. Publié en version papier, cette édition est coordonnée à un site Internet (www.artamene.org), élaboré par les mêmes éditeurs, qui offre l'intégralité du texte, ainsi que de nombreux outils de recherche. « En prenant les moyens modernes de l'édition, les éditeurs réussissent à rendre presque familier un texte trop longtemps considéré comme illisible ».
Travaillant à l’adoption des outils de l’Intelligence Artificielle pour la recherche dans les sciences humaines et sociales comme à son examen critique, il a notamment représenté les SHS dans le Forum mondial sur l’IA pour l’humanité organisé en 2019. Après un programme de recherche consacrées aux fictions de de l’Intelligence Artificielle, il est porteur principal (PI) du projet ANR « CulturIA», pour une histoire culturelle de l’IA, ce qui le conduit notamment à travailler sur les Grands Modèles de Langage et sur ChatGPT en particulier,, pour réfléchir à la créativité littéraire et artistique artificielle,.

## Champ de recherche
Alexandre Gefen s'est d’abord intéressé au genre littéraire des récits biographiques dont il a publié une anthologie : son titre  Vies imaginaires est emprunté à Marcel Schwob (Vies imaginaires) et l'ouvrage s'étend de Plutarque à Pierre Michon, auteur de Vies minuscules ; la critique italienne Gabriella Bosco souligne que les récits sont intentionnellement ordonnés de manière à montrer des exemples de formes pré-modernes d'écriture biographique qui partagent une même prétention à une autonomie, plus ou moins grande, par rapport à la vérité historique.
Alors que dans les siècles précédents, le roman avait vu son couronnement, l'universitaire Anaïs Guilet cite un constat d'Alexandre Gefen, Philippe Daros, et Alexandre Prstojevic : « la littérature du XXIe siècle débute avec le triomphe du document : écritures de voyage, d’investigation, enquêtes judiciaires ou ethnologiques, autobiographies, factographies, […], rapports et enregistrements littéraires, et autres formes de récits refusant de se dire romans. »,,. Il est alors pertinent selon Alexandre Gefen de chercher à définir les frontières de la fictionet de la non-fiction.
Alexandre Gefen pointe également le « vacarme », le « dissensus » de la critique littéraire contemporaine, et avance l'idée d'une « fin des systèmes théoriques » ,.
Mais la période serait également porteuse d'initiatives intellectuelles volontairement « décentrées », qui ne peuvent manquer de retenir [l']attention. ».
Aussi, conviendrait-il de renouveler et étendre le champ des études littéraires : d'un point de vue formel en portant attention aux écritures numériques, en incluant les auteurs amateurs et la littérature populaire ; d'un point de vue générique, d'inclure la non-fiction, les écritures transpersonnelles, les nouveaux réalismes littéraires, d'un point de vue thématique, d'aborder l'inclusion de problématiques contemporaines, car « un pan important de la production littéraire contemporaine se caractérise par le souci d’être une pratique sociale, qui se veut en prise sur le monde. Nombreuses sont les œuvres, depuis le début du XXIe siècle, qui s'attachent, à « Réparer le monde  », à soigner les traumatismes des oubliés de l'Histoire ». « Penser l’activité littéraire en termes d’usage » permet d’ouvrir la littérature à « la richesse des pratiques scripturales »,.
Il s'agit dans cette perspective de mettre en avant la vocation réparatrice, empathique ou thérapeutique, de la littérature contemporaine qui deviendrait comme une pratique « relationnelle » aux effets éthiques et politiques,,,.
Avec L'Idée de littérature. De l’art pour l’art aux écritures d’intervention, « Alexandre Gefen poursuit la réflexion qu’il avait engagée sur les métamorphoses du territoire de la littérature actuelle et se questionne sur « l'extension du domaine de la littérature »  à travers un panorama de l'idée de littérature, de l'apparition du mot jusqu’aux évolutions actuelles du concept »,. La littérature « n'est plus une « fin » en soi, un art coupé des contingences du monde social » et propose une conception élargie de la littérature, seule apte à englober le domaine étendu des écrits littéraires contemporains ; actes engagés dans le politique, sans pourtant relever de ce que le XXe siècle appelait la littérature engagée.

## Publications

### Essais et enquête
- La Mimèsis (étude accompagnée d’une anthologie de textes théoriques), Paris, Flammarion, coll. « Corpus », 2002.
- Inventer une vie : La fabrique littéraire de l'individu  (préf. Pierre Michon), Paris, Les Impressions nouvelles, 2015 (ISBN 978-2-87449-247-1, présentation en ligne).
- Réparer le monde : La littérature française face au XXIe siècle, Paris, José Corti, 2017 (présentation en ligne)[45].
- L'Idée de la littérature. De l'art pour l'art aux écritures d'intervention, Paris, Éditions Corti, coll. « Les Essais », 2021.
- La littérature est une affaire politique, Éditions de l'Observatoire, 2022, 368 p. (ISBN 9791032922811, présentation en ligne).
- avec Guillemette Crozet, La Littérature, une infographie, CNRS Éditions, 2022, 120 p. (ISBN 978-2-271-13856-9).
- Vivre avec ChatGPT, L'Observatoire, 2023, 192 p. (ISBN 979-10-329-2976-6).

### Éditions critiques
- Œuvres de Marcel Schwob, préfaces de Pierre Jourde et Patrick McGuinness, Paris, Les Belles Lettres, 2002 (ISBN 2-251-44220-0).
- (avec Claude Bourqui), Madeleine et Georges de Scudéry, 'Artamène ou le Grand Cyrus extraits, Paris,  Garnier Flammarion, 2005 (ISBN 9782080711793, présentation en ligne).
- Vies imaginaires : de Plutarque à Michon (réédité en version abrégée avec le sous-titre : le récit biographique comme genre littéraire aux dix-neuvième et vingtième siècles), Paris, Gallimard, coll. « Folio classique », 2014, 598 p. (ISBN 978-2-07-030126-3, présentation en ligne, lire en ligne), chap. 5810.

### Directions d'ouvrages collectifs et de revues

#### Collectifs
- Frontières de la fiction - présenté par Alexandre Gefen et René Audet  (préf. Thomas Pavel), vol. 17, Nota Bene, coll. « Fabula », 2002 (ISBN 9782867812934).
- Retours à Marcel Schwob : d'un siècle à l'autre, 1905-2005, (actes du colloque international de Cerisy-la-Salle (20 août 2005), sous la dir. de Christian Berg, Alexandre Gefen, Monique Jutrin et Agnès Lhermitte, Rennes, Presses universitaires de Rennes, coll. « Interférences », 2007, 300 p. (présentation en ligne).
- Littérature et exemplarité, Rennes, Presses universitaires de Rennes, coll. « Interférences/Cahiers du Groupe Phi », 2007, 406 p. (ISBN 978-2-7535-0491-2, présentation en ligne).
- « L'usage des mondes », in La Théorie des mondes possibles, sous la dir. de Françoise Lavocat, Paris, CNRS éditions, 2009, p. 293-306.
- L'Émotion, puissance de la littérature ?, sous la dir. d’Emmanuel Bouju et Alexandre Gefen, Presses Universitaires de Bordeaux, coll. « Modernités », 2012 (ISBN 978-2-86781-825-7) .
- La Taille des romans, sous la dir. d'Alexandre Gefen et de Tiphaine Samoyault, Paris, Garnier, 2013, 278 p.  (ISBN 978-2-8124-0817-5).
- avec Bernard Vouilloux, Empathie et esthétique, Paris, Hermann, 2013, 426 p. (ISBN 978-2-7056-8472-3, présentation en ligne).
- Dictionnaire Arts et émotions, avec Carole Talon-Hugon et Mathilde Bernard, Armand Colin, 2016, 468 p. (ISBN 978-2-200-29482-3, présentation en ligne) (direction du dictionnaire et divers articles dont « Littérature », « Fiction », « Reconnaissance »).
- Le pouvoir des liens faibles, avec Sandra Laugier, CNRS Éditions, 2020  (ISSN 2116-5289).
- Territoires de la non-fiction : cartographie d'un genre émergent, Brill/Rodopi, coll. « Chiasma », 2020, 377 p. (ISBN 9789004363199, présentation en ligne).
- La non-fiction, un genre mondial ?, avec Philippe Daros et Alexandre Prsotojevic, Peter Lang, collection « Compara(i)son, 2021.
- avec Sylvie Ducas et Olivier Bessard-Banquy, Best-sellers : l'industrie du succès, Armand Colin, 2021, 448 p. (ISBN 9782200631123, présentation en ligne).

#### Revues
- « La littérature au présent » , avec Simon Bréan et Catherine Douzou, ELFe XX-XXI, revue de la Société d’études de la littérature française des XXe siècle et XXIe siècle, Garnier, 2013.
- « La naturalisation de l'esthétique » , Nouvelle Revue d'Esthétique, no 15, PUF, juin 2015.
- « Des chiffres et des lettres. Les Humanités Numériques » , Critique, no 819-820, août-septembre 2015.
- « Fictions de l'intériorité », avec Dominique Rabaté, Revue critique de fixxion française contemporaine, décembre 2016 (présentation, entretien avec Belinda Cannone et Vincent Descombes).
- « Extension du domaine de la littérature », Elfe XX-XXI Études de la littérature française des XXe et XXIe siècles, no 9,‎ 2019 (lire en ligne).
- « Les amateurs », Nouvelle Revue d'Esthétique, no 25, Presses universitaires de France, juin 2020, p. 5  (ISSN 1969-2269).
- « Politiques de la littérature », Esprit,‎ juillet-août 2021 (présentation en ligne).